# Boungouéni
Boungouéni är en ort i Komorerna.   Den ligger i distriktet Anjouan, i den västra delen av landet, 130 km öster om huvudstaden Moroni. Boungouéni ligger 412 meter över havet och antalet invånare är 2 465. Den ligger på ön Anjouan.
Terrängen runt Boungouéni är kuperad åt sydost, men norrut är den platt. Havet är nära Boungouéni åt nordväst.  Närmaste större samhälle är Sima, 2,7 km väster om Boungouéni. I omgivningarna runt Boungouéni växer i huvudsak städsegrön lövskog.